# Kopanica (okręg wileński)
Kopanica (lit. Kaponiškės) – osada na Litwie, w rejonie wileńskim, 6 km na południowy wschód od Ławaryszek zamieszkana przez 3 osoby.

## Historia
W dwudziestoleciu międzywojennym leżała w Polsce, w województwie wileńskim, w powiecie wileńsko-trockim, w gminie Mickuny.
Po II wojnie światowej w granicach Związku Sowieckiego. Od 1991 na niepodległej Litwie.